# Resolutie 1171 Veiligheidsraad Verenigde Naties
Resolutie 1171 van de Veiligheidsraad van de Verenigde Naties werd unaniem door de VN-Veiligheidsraad aangenomen op 5 juni 1998.

## Achtergrond
In Sierra Leone waren al jarenlang etnische spanningen tussen verschillende bevolkingsgroepen. In 1978 werd het een eenpartijstaat met een regering die gekenmerkt werd door corruptie en wanbeheer van onder meer de belangrijke diamantmijnen. Intussen was in buurland Liberia al een bloedige burgeroorlog aan de gang, en in 1991 braken ook in Sierra Leone vijandelijkheden uit. In de volgende jaren kwamen twee junta's aan de macht, waarvan vooral de laatste een schrikbewind voerde. Zij werden eind 1998 met behulp van buitenlandse troepen verjaagd, maar begonnen begin 1999 een bloedige terreurcampagne. Pas in 2002 legden ze de wapens neer.

## Inhoud

### Waarnemingen
De Veiligheidsraad verwelkomde Sierra Leones inspanningen om de vrede, het bestuur en de democratie te herstellen en nationale verzoening te promoten. Ze betreurde het verzet tegen de legitieme regering en drong erop aan dat de rebellen de wapens neerlegden.

### Handelingen
De maatregelen die met resolutie 1132 werden opgelegd en nog van kracht waren werden beëindigd. Wel werd een wapenembargo ingesteld tegen iedereen in Sierra Leone behalve de regering. Die regering mocht een lijst opstellen van plaatsen waarlangs wapeninvoer moest verlopen. Ook moesten alle landen die wapens naar Sierra Leone uitvoerden dit melden aan het met resolutie 1132 opgerichte comité en moest Sierra Leone zelf de import melden. Verder moesten alle landen ook leden van de voormalige militaire junta van hun grondgebied weren. Al deze maatregelen zouden pas worden beëindigd als de regering van Sierra Leone opnieuw heel het land controleerde en alle niet-overheidstroepen ontwapend en gedemobiliseerd waren. De secretaris-generaal werd gevraagd daar binnen drie en zes maanden over te rapporteren.

## Verwante resoluties
- Resolutie 1156 Veiligheidsraad Verenigde Naties
- Resolutie 1162 Veiligheidsraad Verenigde Naties
- Resolutie 1181 Veiligheidsraad Verenigde Naties
- Resolutie 1220 Veiligheidsraad Verenigde Naties (1999)

Lijst ·  1147 ·  1148 ·  1149 ·  1150 ·  1151 ·  1152 ·  1153 ·  1154 ·  1155 ·  1156 ·  1157 ·  1158 ·  1159 ·  1160 ·  1161 ·  1162 ·  1163 ·  1164 ·  1165 ·  1166 ·  1167 ·  1168 ·  1169 ·  1170 ·  1171 ·  1172 ·  1173 ·  1174 ·  1175 ·  1176 ·  1177 ·  1178 ·  1179 ·  1180 ·  1181 ·  1182 ·  1183 ·  1184 ·  1185 ·  1186 ·  1187 ·  1188 ·  1189 ·  1190 ·  1191 ·  1192 ·  1193 ·  1194 ·  1195 ·  1196 ·  1197 ·  1198 ·  1199 ·  1200 ·  1201 ·  1202 ·  1203 ·  1204 ·  1205 ·  1206 ·  1207 ·  1208 ·  1209 ·  1210 ·  1211 ·  1212 ·  1213 ·  1214 ·  1215 ·  1216 ·  1217 ·  1218 ·  1219